# Michael Preusch
Michael Rainer Preusch (* 13. Dezember 1975 in Heilbronn) ist ein deutscher Arzt, Wissenschaftler und Politiker (CDU). Seit 2021 ist er Mitglied des Landtags von Baden-Württemberg.

## Leben
Preusch wuchs in Eppingen auf. Nach Grund- und Realschule in Eppingen und Abitur an der Max-Weber-Schule Sinsheim absolvierte Preusch seinen Zivildienst beim Deutschen Roten Kreuz in Heilbronn. Von 1997 bis 2003 studierte Preusch Humanmedizin an der Ruprecht Karls Universität Heidelberg und arbeitete in der Folge als Assistenzarzt/wissenschaftlicher Angestellter an der Medizinischen Klinik III des Universitätsklinikums Heidelberg. Von 2008 bis 2010 befand sich Preusch zu einem Forschungsaufenthalt an der University of Washington in Seattle, USA. Preusch ist Facharzt für Innere Medizin mit dem Schwerpunkt Kardiologie und den Zusatzbezeichnungen Intensiv- und Notfallmedizin. Preusch ist Oberarzt und leitet den Bereich Kardiologische Intensivmedizin am Universitätsklinikum Heidelberg. Wissenschaftlich beschäftigt er sich mit dem Thema Herz-Kreislauf-Stillstand. Die Habilitation erfolgte im Fach Innere Medizin.

## Politische Laufbahn
Preusch war ab 1993 Mitglied der Jungen Union, unter anderem auch deren stellvertretender Kreisvorsitzender, und trat 1995 in die CDU ein. Seit 2012 ist Preusch Vorsitzender des CDU-Stadtverbandes Eppingen und seit 2017 stellvertretender Kreisvorsitzender der CDU im Landkreis Heilbronn. Im Mai 2019 wurde Preusch in den Kreistag des Landkreises Heilbronn gewählt und ist dort Mitglied im Sozial- und Jugendhilfeausschuss. Er ist ferner Aufsichtsrat der SLK Kliniken Heilbronn GmbH. Preusch ist seit 2010 Mitglied des Personalrats am Universitätsklinikum Heidelberg und in verschiedenen Gremien der Bezirks- und Landesärztekammer aktiv. Preusch ist Mitglied des Fakultätsrates der Medizinischen Fakultät und des Großen Senats der Universität Heidelberg. Bei der Landtagswahl in Baden-Württemberg 2021 am 14. März 2021 erzielte er im Wahlkreis Eppingen für die CDU ein Zweitmandat.

## Trivia
Zu den von Preusch betreuten Patienten gehören und gehörten einige prominente Persönlichkeiten, darunter Bundeskanzler a. D. Helmut Kohl, den Preusch bis zu seinem Tode begleitete. Preusch gehörte zum kleinen Kreis derer, die Kohl zu seiner letzten Ruhestätte begleiteten. Preusch unterstützte den Bundesligisten TSG 1899 Hoffenheim in der Funktion des Covid-19-Diagnostikbeauftragten.
Seit September 2022 ist Preusch außerdem Schirmherr des Vereins „Tusiima Nawanyago“. Der in Gemmingen gegründete Verein unterstützt Menschen im Osten Ugandas, unter anderem durch den Bau eines Krankenhauses.